# Órgão de Polícia Criminal
Orgãos de Polícia Criminal (OPC) são entidades que cooperam com as autoridades judiciárias na investigação criminal, desenvolvendo actos de investigação em inquérito, concretamente solicitados ou com autonomia táctica e técnica do próprio órgão.
As autoridades de polícia criminal são os directores, oficiais, inspectores e subinspectores de polícia e todos os funcionários policiais a quem as leis respectivas reconhecerem aquela qualificação.

## Órgãos de Polícia Criminal em Portugal
- Polícia Judiciária (PJ)
- Polícia Judiciária Militar (PJM)
- Guarda Nacional Republicana (GNR)
- Polícia de Segurança Pública (PSP)
- Polícia Marítima (PM)
- Autoridade de Segurança Alimentar e Económica (ASAE)
- Autoridade Tributária e Aduaneira (AT)
- Inspeção-Geral da Agricultura, do Mar, do Ambiente e do Ordenamento do Território (IGAMAOT)
- Segurança Social (ISS) e (CGA)

Específicos das Regiões Autónomas: 
- Madeira
  - Corpo de Polícia Florestal(CPF-RAM)
  - Autoridade Regional das Atividades Económicas (ARAE)
  - Autoridade Tributária e Assuntos Fiscais (AT-RAM)

- Açores
  - Inspeção Regional das Atividades Económicas (IRAE)
  - Corpo de Polícia Florestal (CPF-RAA)